# Foire de Saint-Ours
La Foire de Saint-Ours (en italien Fiera di Sant'Orso, en arpitan valdôtain Fêra de Sent-Ôrs [fɛːra də sɛ̃t ɔr]) est la plus importante foire de l'artisanat typique et de tradition de la Vallée d'Aoste.
Elle a lieu dans la vieille ville d'Aoste le 30 et 31 janvier, et est dédiée à Saint Ours d'Aoste.

## Histoire
Selon la tradition, le début de la foire est marqué par le don de la part de Saint Ours, un moine irlandais mort en 529, de socques aux pauvres gens de la ville. Ce geste eut lieu sans doute en réalité, et pour cela ce moine devint le saint le plus populaire au Val d'Aoste, et la Collégiale de Saint-Ours lui fut dédiée en l'an 1000, dans un lieu où se trouvait autrefois une basilique paléochrétienne. 

## Culture populaire
Selon la légende, la première foire fut organisée en l'an 1000. Il s'agit d'une foire de l'artisanat local et d'une occasion de rencontre pour la population, pour admirer les œuvres des artisans du bois, de l'osier et de la pierre, aussi bien que les groupes folkloriques valdôtains, qui animent les rues du centre la nuit du 30 au 31 janvier lors de la veillée (en patois, la velyâ [BREL: veillà]). 

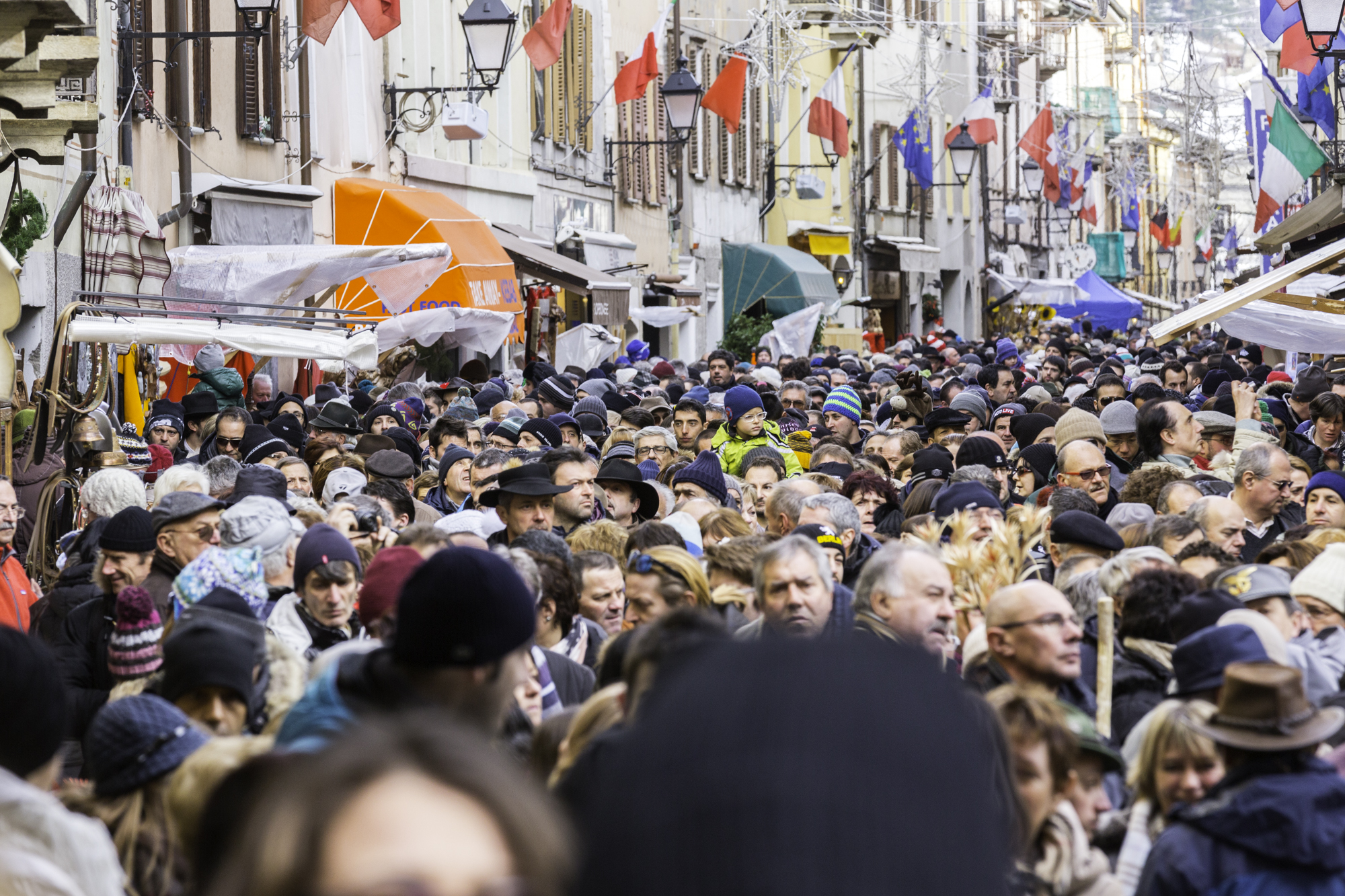
Foule dans la rue Saint-Anselme.

Cette foire, avec sa chaleur, son hospitalité, ses couleurs et sa vivacité, attire chaque année des milliers de visiteurs des régions limitrophes italiennes (le Piémont et la Lombardie), françaises (les pays de Savoie) et suisses (les cantons du Valais et de Vaud), aussi bien que de touristes. 
Une autre foire de l'artisanat est dédiée à Saint-Ours, elle a lieu à la mi-janvier dans le vieux bourg de Donnas, dans la basse Vallée d'Aoste. Elle est appelée localement la "petite foire".
La Foire d'été représente l'édition estivale.

### Proverbe
En patois valdôtain, un proverbe décrit une tradition : si le jour de la Saint-Ours (1er février) il fait mauvais, l'ours tourne sa paillasse et dort encore pendant 40 jours, au cours desquels il fera mauvais temps.
Se fét cllâr lo jorn de Sent-Ôrs, l'ôrs balye lo tôrn et dort oncor por quaranta jorns.

[Prononciation d'après une graphie phonétique: Se feit cllier lo dzor de sènt-Or, l'or baille lo tor et dor euncò pe quarenta dzor]